# Breznik, Črnomelj
Breznik este o localitate din comuna Črnomelj, Slovenia, cu o populație de 32 de locuitori.